# Anisogomphus pinratani
Anisogomphus pinratani е вид водно конче от семейство Gomphidae.

## Разпространение
Видът е разпространен в Тайланд.

## Описание
Популацията на вида е намаляваща.